# Marina Correia
Pour les articles homonymes, voir Correia.
Marina Correia, née au Cap-Vert, est une surfeuse franco-capverdienne de longboard, championne du monde de longboard dancing en 2020.

## Biographie
Marina Correia naît à Praia au Cap-Vert, d'un père brésilien gérant d'une agence de voyage et d'une mère cap-verdienne médecin,. Elle passe toute son enfance au Cap-Vert, avant de déménager en France à Nice avec sa famille quand elle a quatorze ans.
Elle commence à pratiquer le longboard à l'âge de dix-sept ans après qu'un ami lui a prêté sa planche pour se faire pardonner d'avoir cassé son premier skate, offert par son beau-père. Elle collabore avec des marques qui la sponsorisent, comme Sector 9 et 1Love Sk8,,.
Elle étudie en licence à l'université de lettres modernes de Nice.
En 2020, à l'âge de vingt-trois ans, elle participe à la compétition de longboard dancing So You Can Longboard Dance? en envoyant une vidéo de sa participation filmée par le vidéaste Ruben Chiajese. La compétition était pour la première fois organisée en ligne à cause de la pandémie de covid19, ce qui lui a permis de se présenter, ce qu'elle n'aurait pas pu faire (pour des raisons financières) si la compétition s'était déroulée aux Pays-Bas comme d'habitude. Elle devient la première femme noire à remporter un titre de championnat du monde dans cette discipline,.
Après l'annonce de sa victoire sur Twitter, où elle indique être la première femme noire à devenir championne du monde de longboard, elle est victime de cyberharcèlement, certaines personnes lui reprochant de mentionner la couleur, d'autres « de ne pas être assez noire »,.
Elle indique se battre avec d'autres sportifs pour apporter plus de diversité à la discipline, majoritairement pratiquée par des personnes blanches et de sexe masculin. À partir de 2018, elle enseigne le longboard, en particulier aux femmes.
Elle pratique le longboard de façon professionnelle et indique pratiquer trente-cinq heures par semaine.

## Palmarès
- 2020 : championne du monde de longboard dancing dans la catégorie femmes sponsorisées dans la compétition So You Can Longboard Dance?